# Diplycosia memecyloides
Diplycosia memecyloides är en ljungväxtart som beskrevs av Otto Stapf. Diplycosia memecyloides ingår i släktet Diplycosia och familjen ljungväxter. Inga underarter finns listade i Catalogue of Life.